# Gwinear
Gwinear är en by i civil parish Gwinear-Gwithian, i distriktet Cornwall, i grevskapet Cornwall i England. Byn är belägen 14 km från Penzance. Gwinear var en civil parish fram till 1934 när blev den en del av Gwinear Gwithian. Civil parish hade 1 234 invånare år 1931.